# Jugendunruhen in der Schweiz

Das umkämpfte AJZ in Zürich am 24. März 1981

Die Jugendunruhen in der Schweiz in den 1980er-Jahren wurden durch Krawalle mehrerer hundert Jugendlicher vor dem Opernhaus Zürich (die sogenannten «Opernhauskrawalle») am 30./31. Mai 1980 ausgelöst.

## Ausgangssituation
Im Mai 1980 genehmigte der Zürcher Stadtrat 60 Millionen Franken für die Renovation des Opernhauses. Gleichzeitig lehnte er die Forderungen nach einem autonomen Jugendzentrum (AJZ) ab. Daraufhin folgte eine in der Schweiz einzigartige Gewaltspirale zwischen der Bevölkerung und der Polizei, so etwa nach der ersten Schliessung des AJZ am Carparkplatz Sihlquai in der Nähe des Zürcher Hauptbahnhofs. Sie forderte insgesamt mehrere hundert Verletzte auf beiden Seiten und Sachschäden in Millionenhöhe.

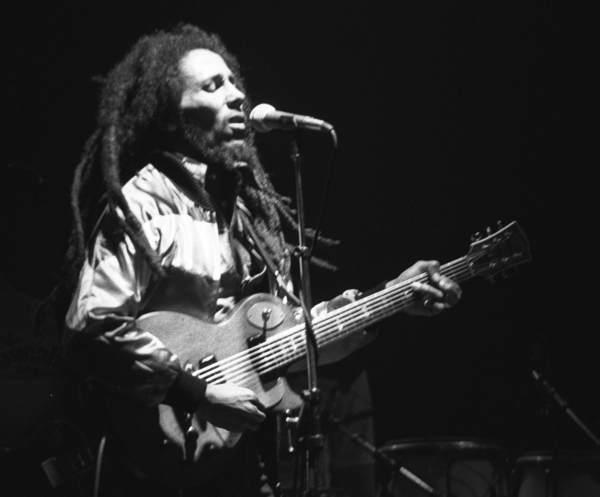
An den Opernhauskrawallen beteiligten sich Besucher des Bob-Marley-Konzerts am 30. Mai 1980 im Hallenstadion

Opernhauskrawall in Zürich, 30. Mai 1980

Am 30. Mai kam es bei einer Demonstration vor dem Opernhaus, die von einer Menschenmenge verstärkt wurde, welche von einem Bob-Marley-Konzert kam, zu den Auseinandersetzungen, die später als «Opernhaus-Krawalle» bezeichnet wurden. Studenten  der Universität Zürich filmten die erste Krawallnacht, woraufhin der für das Projekt verantwortliche Dozent seinen Job verlor. Die Bewegung griff auf die Universität über. Zahlreiche Studenten schlossen sich der neuen Jugendbewegung an.
Die Zürcher Jugendunruhen kamen für Behörden und Öffentlichkeit überraschend, hatten sich aber früher angekündigt, beispielsweise in der 1979 erfolgten Stürmung eines Konzertes von Jimmy Cliff. Bereits in den späten 1960er Jahren gab es Auseinandersetzungen, die unter anderem mit dem Wunsch nach einem AJZ im Zusammenhang standen (→Globuskrawall). Erst mit der Zeit war die städtische Politik zum Dialog bereit und wurde der geforderte Raum für alternative kulturelle Aktivitäten (z. B. Rote Fabrik) bereitgestellt (siehe auch: Geschichte der Stadt Zürich).

## Protest in weiteren Städten
Auch in anderen Städten wie Basel, Bern oder Lausanne wurde gewalttätig protestiert. In Basel war die Jugendbewegung 1980 bis 1982 und dann noch einmal von 1986 bis 1989 aktiv. Vorerst stand der geforderte kulturelle Freiraum im Vordergrund, welchen die Jugendlichen selber verwalten wollten. Das Gelände der Alten Stadtgärtnerei (ASG) war zwischen 1986 und 1988 ein wichtiger Ort der selbstbestimmten alternativen Jugendkultur. In La Chaux-de-Fonds entstand 1988 Bikini Test. In Bern drehten sich die Auseinandersetzungen um das Zaffaraya und die Reithalle. In Winterthur machten vor allem die Winterthurer Ereignisse 1984 in Zusammenhang mit einem Sprengstoffanschlag auf das Haus des Bundesrates Rudolf Friedrich und der darauffolgenden Verhaftungswelle und dem Suizid einer Inhaftierten Schlagzeilen.

## Medien

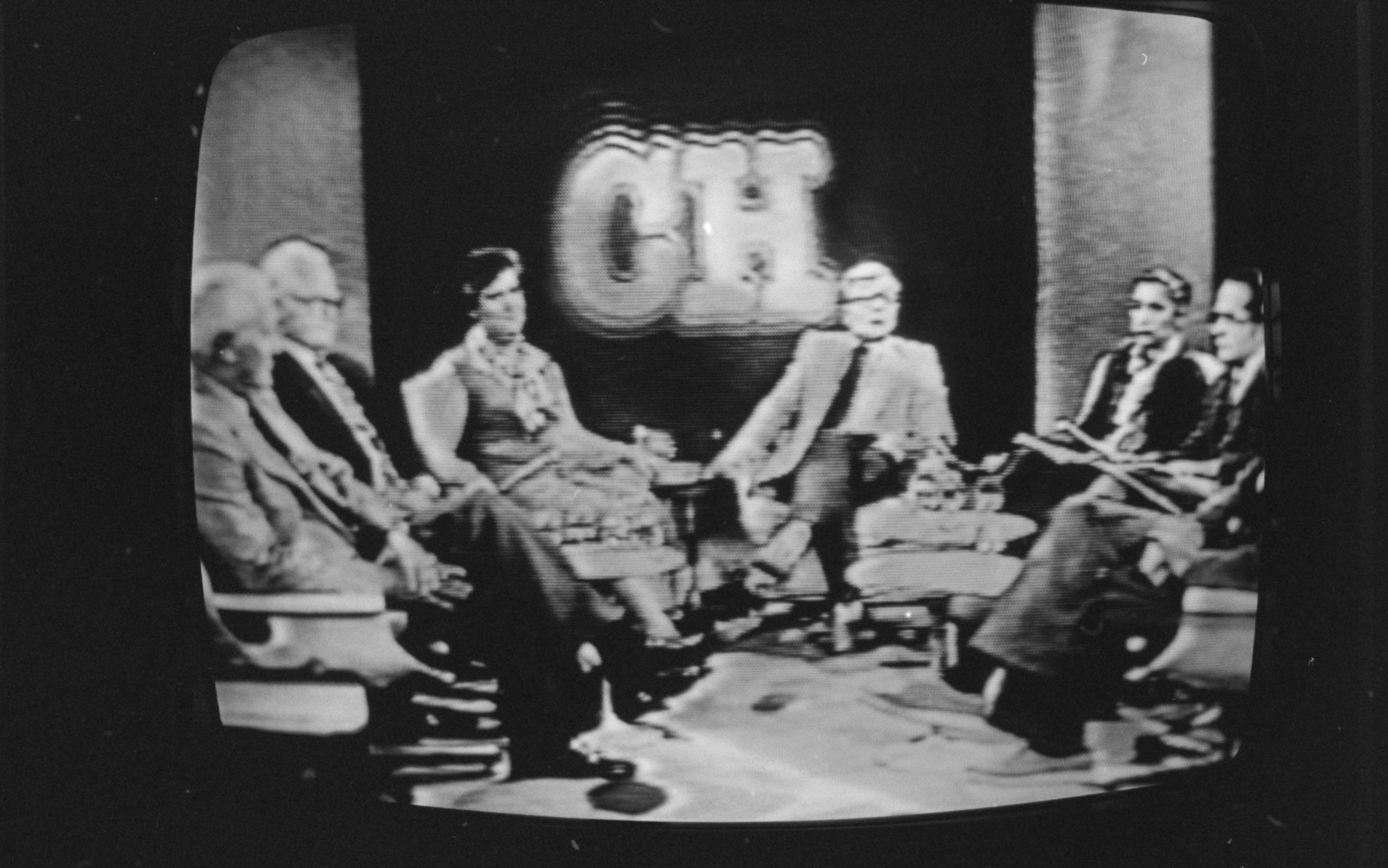
«Herr und Frau Müller» im Schweizer Fernsehen, von links: Rolf Bertschi, Hans Frick, Emilie Lieberherr, Jan Kriesemer (TV-Gesprächsleiter), «Anna» und «Hans Müller»

Die Achtziger-Bewegung kämpfte mit unkonventionellen Mitteln (so traten zwei Zürcher Aktivisten in einer TV-Diskussion zu den Jugendunruhen als «Herr und Frau Müller» auf und forderten ein härteres Vorgehen gegen die Jugendlichen), Sprachwitz (z. B. «Macht aus dem Staat Gurkensalat» oder «Freier Blick aufs Mittelmeer – Sprengt die Alpen») und mit neuen ästhetischen Gestaltungsmitteln (siehe z. B. Punk in der Schweiz) für mehr kulturelle Autonomie. Sie thematisierte sozialpolitische Anliegen wie Wohnungsnot oder Drogenelend sowie den Überwachungsstaat.
Das im Jahr 1981 erschienene Video Züri brännt des Videoladens Zürich dokumentiert die Jugendunruhen in Zürich aus Sicht der Bewegungsaktivisten auf umfassende Weise. Ebenfalls als Betroffener hat Reto Hänny im gleichen Jahr die Ereignisse in seinem Bericht Zürich, Anfang September verarbeitet.
In seinem Lied Auf der Flucht (aus dem Album Einzelhaft von 1982) nimmt Falco auf die Jugendunruhen in der Schweiz und deren Unterdrückung in der Stadt Zürich Bezug: «Zürich, Limmatquai / Neunzehnhundertachtzig zwei / Alles ist in Ordnung [...] Gewonnen hat die Steuer / Und am Seeufer kein Feuer, aha».
Ein im Jahr 2001 von Heinz Nigg herausgegebener Sammelband dokumentiert die Ereignisse 20 Jahre danach aus der Sicht von Betroffenen sowie mit Analysen von Journalisten und Wissenschaftlern.
Der Tatort: Züri brännt von 2020 spielt in Rückblenden vor dem Hintergrund der damaligen Unruhen.

## Film
- Züri brännt. DVD-Video, Schweiz 1981, Deutsch, Schweizerdeutsch mit Untertitel in Deutsch, Englisch, Französisch, Italienisch. Videoladen Zürich[5].
- Clemens Klopfenstein und Remo Legnazzi: E Nachtlang Füürland, Schweiz 1981, Spielfilm.
- Peter Krieg: Das Packeis-Syndrom, Zürich, 1982
- Richard Dindo: Dani, Michi, Renato & Max. Dokumentarfilm, Schweiz 1987.
- Richard Dindo: Verhör und Tod in Winterthur. Dokumentarfilm, Schweiz 2001.
- Mischa Brutschin: Allein machen Sie dich ein. Die Zürcher Häuserbewegung 1979–94. Dokumentarfilm, Schweiz 2010. Achtstündige Videodokumentation.[6]
- Felice Zenoni: Der Spitzel und die Chaoten, Dokumentarfilm, Schweiz 2020.
- Tatort-Folge Züri brännt, Schweiz 2020, Fernsehfilm. Regie: Viviane Andereggen
- Bis wir tot sind oder frei, Schweiz 2020, Spielfilm. Regie: Oliver Rihs